# Hoplocrepis bifasciata
Hoplocrepis bifasciata är en stekelart som beskrevs av William Harris Ashmead 1904. Hoplocrepis bifasciata ingår i släktet Hoplocrepis och familjen finglanssteklar. Inga underarter finns listade i Catalogue of Life.